# Großsteingräber bei Leisten
Die Großsteingräber bei Leisten waren fünf megalithische Grabanlagen der jungsteinzeitlichen Trichterbecherkultur bei Leisten, einem Ortsteil von Plau am See im Landkreis Ludwigslust-Parchim (Mecklenburg-Vorpommern). Sie wurden in den 1840er Jahren zur Gewinnung von Baumaterial für den Straßenbau zerstört, konnten aber 1843 und 1845 noch unter Leitung von Johann Ritter archäologisch untersucht werden. Die dabei gemachten Funde befinden sich heute in der Sammlung des Archäologischen Landesmuseums Mecklenburg-Vorpommern in Schwerin.

## Lage
Die Lage von Grab 1 ist nicht überliefert. Grab 2 befand sich an der Leistener Lanke, einem Ausläufer des Plauer Sees zwischen der ehemaligen Windmühle und der Gaststätte Heidekrug. Die Gräber 3–5 lagen nahe beieinander südwestlich von Grab 2 in Richtung Plauerhagen in der Nähe einer Niederung auf einer nach Südosten abfallenden Fläche. In der Nähe befand sich das Großsteingrab Plauerhagen. Nordwestlich lag das Großsteingrab Zarchlin.

## Beschreibung

### Grab 1
Bei Grab 1 handelte es sich um einen Urdolmen. Es war bei Ritters Untersuchung noch unversehrt und verfügte über einen Deckstein. Eine genauere Untersuchung fand nicht statt.

### Grab 2
Auch bei Grab 2 handelte es sich um einen Urdolmen. Die Wandsteine der Grabkammer lagen unter der Erde. Der Deckstein war bereits gesprengt und entfernt worden. Das Innere der Kammer war durchwühlt worden. Ritter fand noch Scherben von drei Keramikgefäßen, von denen eines eine Strichverzierung aufwies.

### Gräber 3–5
Die Gräber 3–5 waren von identischer Bauart. Sie besaßen eine Hügelschüttung und nordwest-südöstlich orientierte Grabkammern, bei denen es sich um erweiterte Dolmen gehandelt hat. Die Kammern hatten eine Länge von 10 Fuß (ca. 3 m) und eine Breite von 4 Fuß (ca. 1,2 m). Der Kammerboden war mit weiß geglühtem Feuerstein-Gruß gepflastert.
In den Kammern wurde mehrere Grabbeigaben gefunden, ohne dass vermerkt wurde, welche Gegenstände aus welche Kammer stammten. Es handelte sich um ein Flachbeil aus gelblichgrauem Feuerstein, einen Klingenabschlag, einen Schmalmeißel sowie um eine aus Gneis gefertigte Axt aus einer Nachbestattung der endneolithischen Einzelgrabkultur. Der Schmalmeißel ist nicht erhalten.